# Tamu (geslacht)
Tamu is een monotypisch geslacht van tweekleppigen uit de familie van de Mytilidae.

## Soorten
- Tamu fisheri Gustafson, Turner, Lutz & Vrijenhoek, 1998